# Dieter Kemper
Dieter Kemper (Dortmund, 1937. augusztus 11. – Julianadorp, Hollandia, 2018. október 11.) világbajnok német kerékpárversenyző.

## Pályafutása
1965 és 1975 között egy világbajnoki arany- és három bronzérmet szerzett. 1961-ben indult a Tour de France-on, de baleset miatt fel kellett adnia a versenyt. 1976. december 5-én Kölnben súlyos balesetet szenvedett, ami után kilenc napig kómában volt. Visszavonulása után Észak-Hollandiába költözött feleségével, aki 2008-ban hunyt el.

## Sikerei, díjai
- Világbajnokság
  - arany: 1975 (motor-paced)
  - bronzérmes: 1965, 1966 (mindkettő egyéni üldőzőverseny), 1975 (motor-paced)